# Gilan-e Gharb
Gīlān-e Gharb (farsi گیلان غرب), anche nota come Gīlān, è una città dell'Iran, capoluogo dello shahrestān di Gilan-e Gharb, circoscrizione Centrale, nella provincia di Kermanshah. Aveva, nel 2006, una popolazione di 19.431 abitanti.